# Сакро-Монте-ди-Креа
Сакро-Монте-ди-Креа (итал. Sacro Monte di Crea — Священная гора Креа) — римско-католическое святилище в коммуне Серралунга-ди-Креа, Пьемонт, северная Италия. В гору через лесистый природный парк ведёт круто поднимающаяся извилистая дорога. Это одна из девяти «Священных гор» Пьемонта и Ломбардии, включённых в список Всемирного наследия ЮНЕСКО.

## История
Строительство святилища началось в 1589 году вокруг ранее существовавшей молельни, посвящённой Деве Марии, создание которой традиционно приписывается святому Евсевию Верчелли около 350 года нашей эры. Предание гласит, что именно Евсевий первым поднялся на холм и установил деревянную статую Мадонны с Младенцем, которая до настоящего времени почитается в святилище. На самом деле сохранившаяся скульптура датируется XIII веком и о её происхождении мало что известно. Евсевий распространял христианство и почитание Девы Марии среди населения Монферрато и долин Пьемонта, которое в то время всё ещё было полностью языческим.
В 1060 году император Генрих IV подтвердил привилегии аббатства Сан-Беньиньо-ди-Фруттуария в Серралунга-ди-Креа. Лишь позднее монастырь перешел во владение регулярных каноников-августинцев из Веццолано. В 1156 году маркизы Монферрато пожертвовали святилищу реликвию Святого Креста. Между 1372 и 1418 годами маркизы построили внутри церкви капеллу Святой Маргариты Антиохийской. Между 1474 и 1479 годами Вильгельм VIII Палеолог заказал для капеллы фрески. На дальней стене, по сторонам от изображения Мадонны на троне, находится его портрет и портрет его жены Бернарды ди Броссе с дочерьми.
После окончания династии Палеологов в 1536 году Монферрато перешел к Гонзага. Именно при Винченцо I Гонзаге в 1589 году, помимо расширения церкви, был задуман первый проект строительства капелл Сакро-Монте.
К вершине холма ведёт молитвенный путь, включающий восемнадцать «остановок» (stazioni), посвящённых жизни Девы Марии или, точнее, Розарию Девы Марии. Капеллы, расположенные вокруг главного святилища, посвящены «Таинствам Розария» (Мisteri del Rosario).
Известно, что первыми были построены капеллы «Рождества» и «Введения во храм Девы Марии», а в 1598 году вокруг святилища насчитывалось уже десять капелл. Несколько лет спустя новый настоятель Креа задумал амбициозный план расширения Сакро-Монте, доведя количество капелл до сорока. Но этот план так и не был реализован.
К концу XVII века на горе было восемнадцать капелл и семнадцать скитов (молитвенных мест, каждое из которых было посвящено определённому святому). Запрет религиозных орденов, наложенный Наполеоном в 1801 году, и разграбление, осуществлённое его войсками в том же году, привели Священную гору в удручающее состояние. В 1820 году начались реставрационные работы.

## Произведения искусства
В базилике Санта-Мария сохранилось множество произведений, представляющих большой художественный интерес, начиная с фресок (1474—1479) в Капелле Санта-Маргерита с изображением Мадонны на троне и донаторов, а также сцен мученичества святой. Это значительные произведения для истории искусства эпохи Возрождения в Пьемонте. Среди произведений, хранящихся в церкви, выделяется алтарь работы Макрино д’Альба и два небольших портрета того же автора, находящиеся в Музее святилища, изображающие Вильгельма IX Монферратского и Анну Алансонскую (1503).
Среди других произведений представителей пьемонтской маньеристской живописи конца XVI — начала XVII века — картина Гульельмо Качча, известного как Монкальво (1565—1625), изображающая Вечного Отца, и образ Святой Маргариты, написанный его дочерью Орсолой Качча (1619—1676). Священные сцены продолжены на стенах капелл посредством терракотовых скульптур и фресок. Среди главных скульпторов, работавших в Сакро-Монте с начала работ в 1589 году, известны братья Жан и Николя де Веспин, художники фламандского происхождения.

## Парк
С 1980 года леса и некоторые сельскохозяйственные земли, окружающие Сакро-Монте, были сохранены как природный парк (Parco naturale del Sacro Monte di Crea), площадь которого составляет 34 гектара (84,0 акра), в котором посетители могут любоваться некоторыми видами растений, которые не встречаются в других местах.

## Галерея

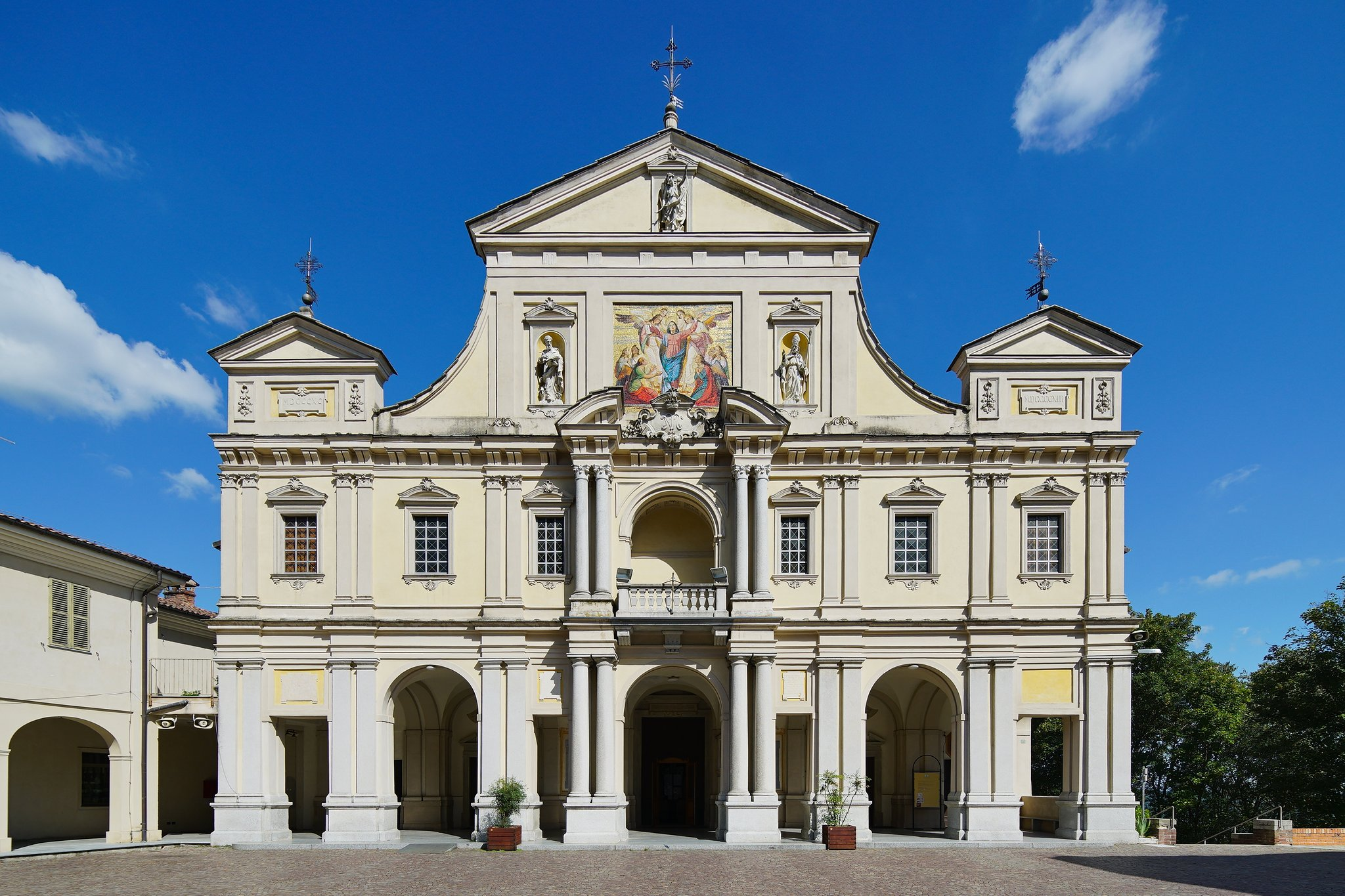
Сантуарий (базилика) Санта-Мария в Креа. Главный фасад
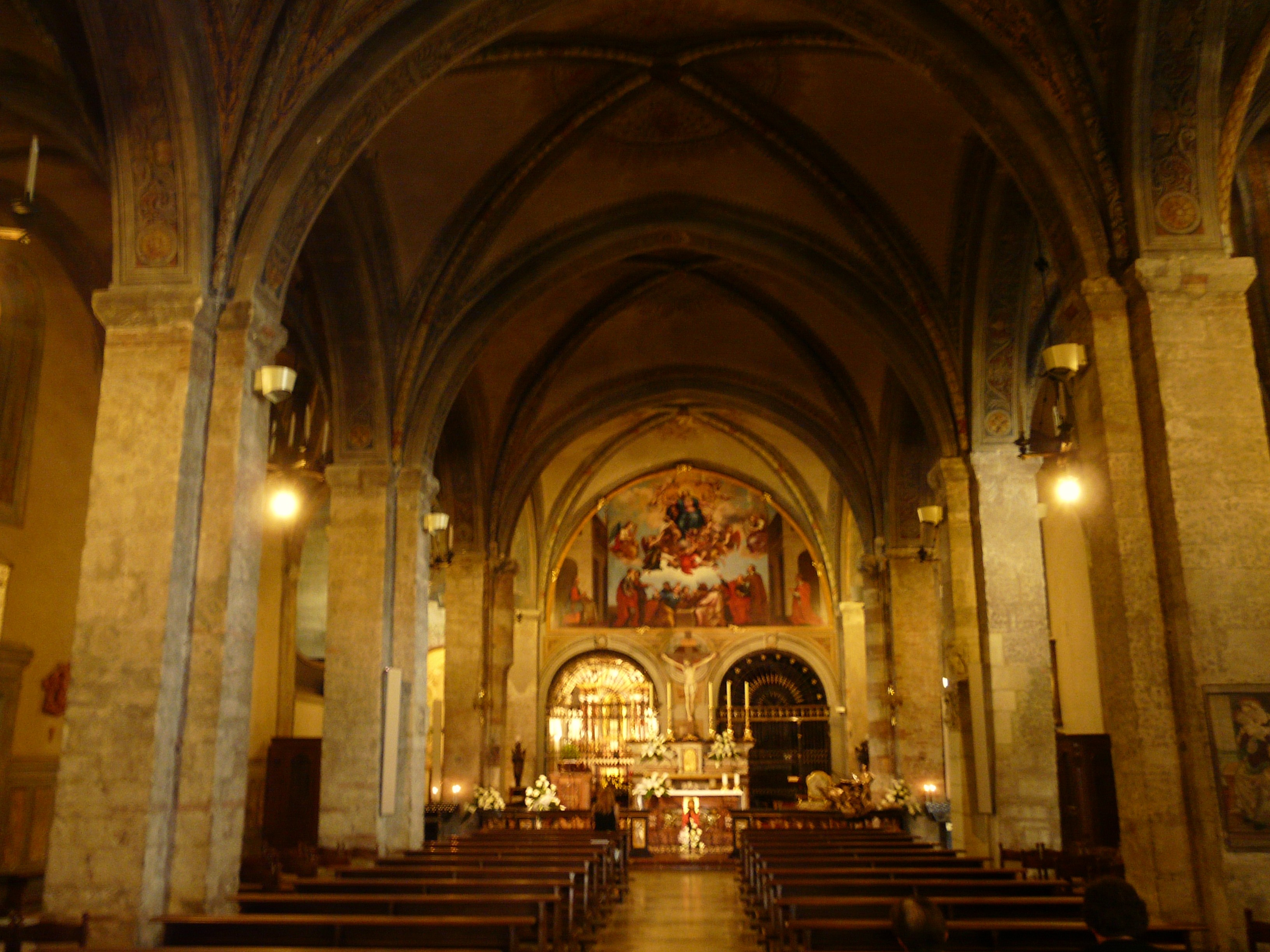
Интерьер Сантуария
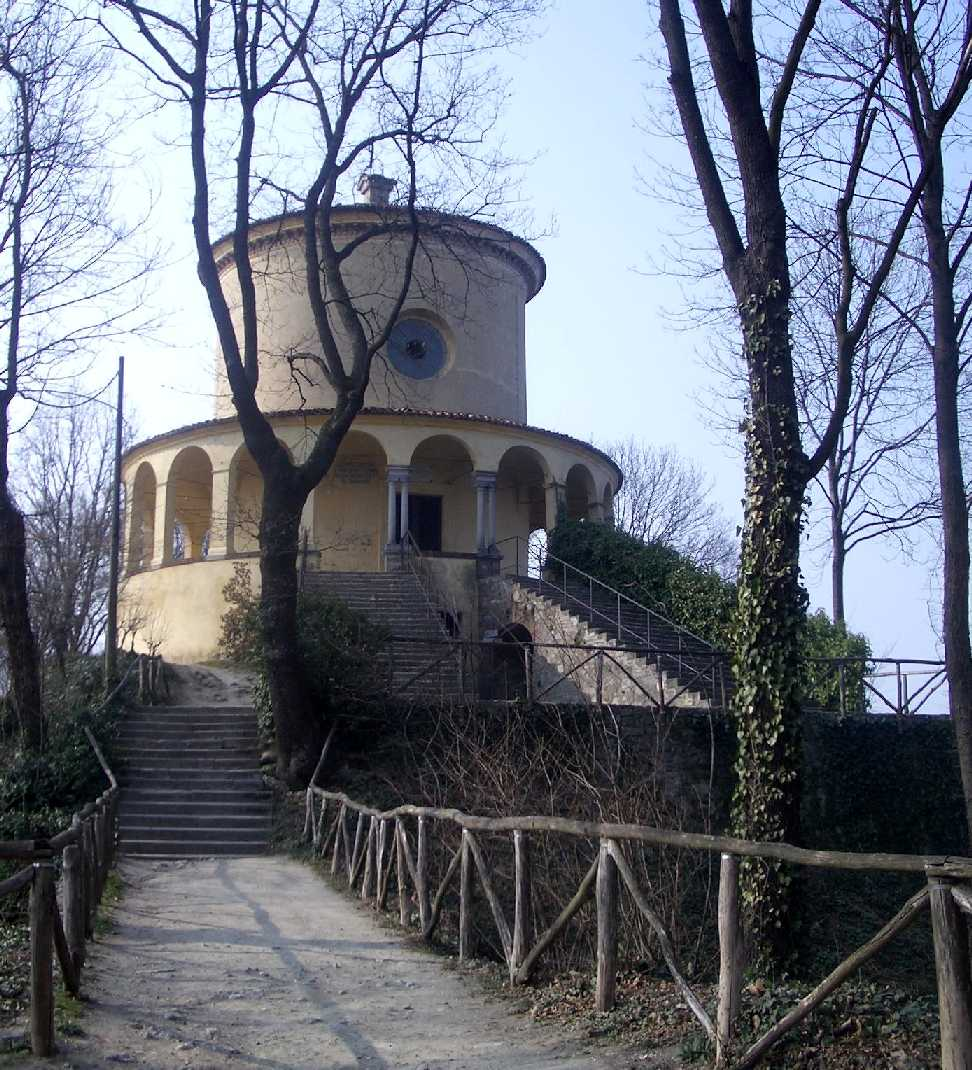
Капелла Рая (Cappella Paradiso)
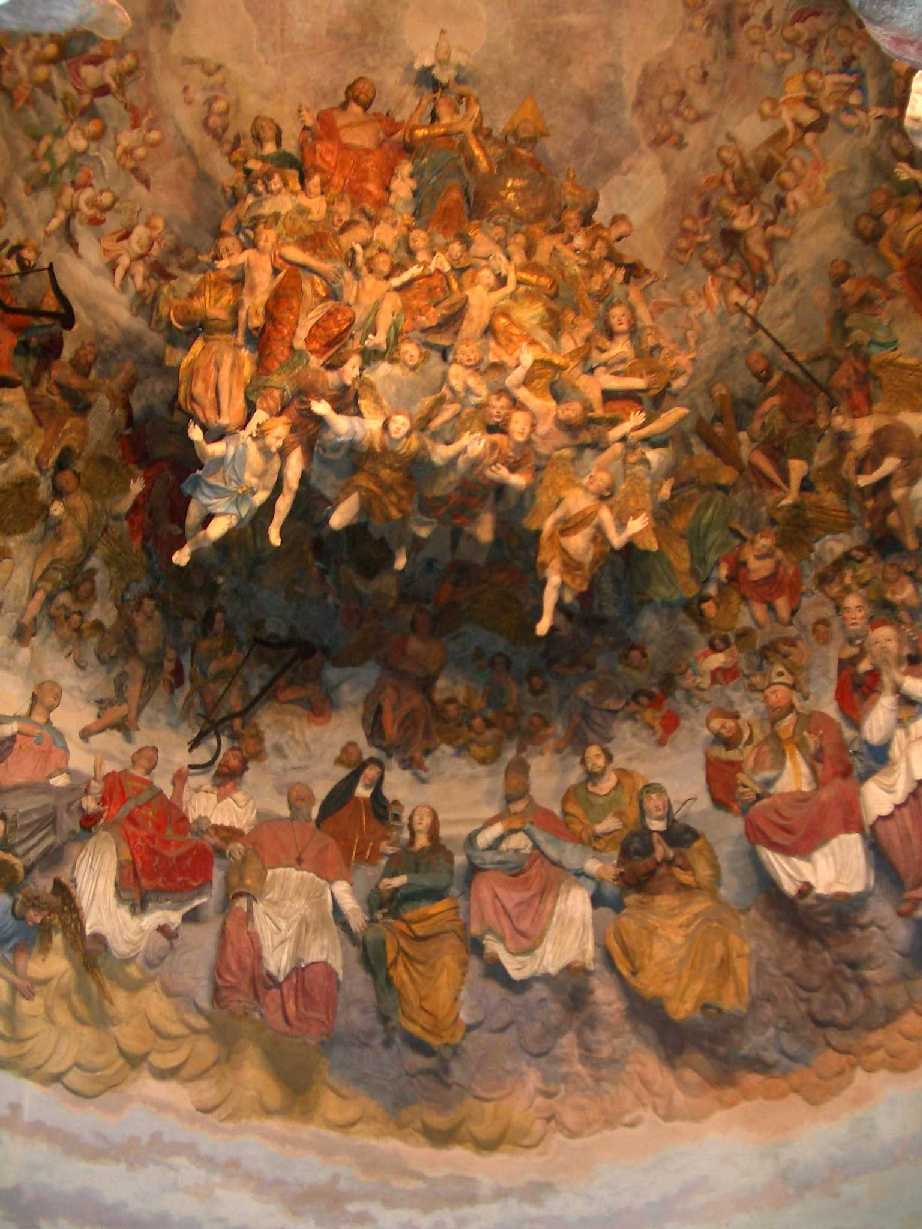
Скульптуры Капеллы Рая. Ок. 1605. Терракота, роспись
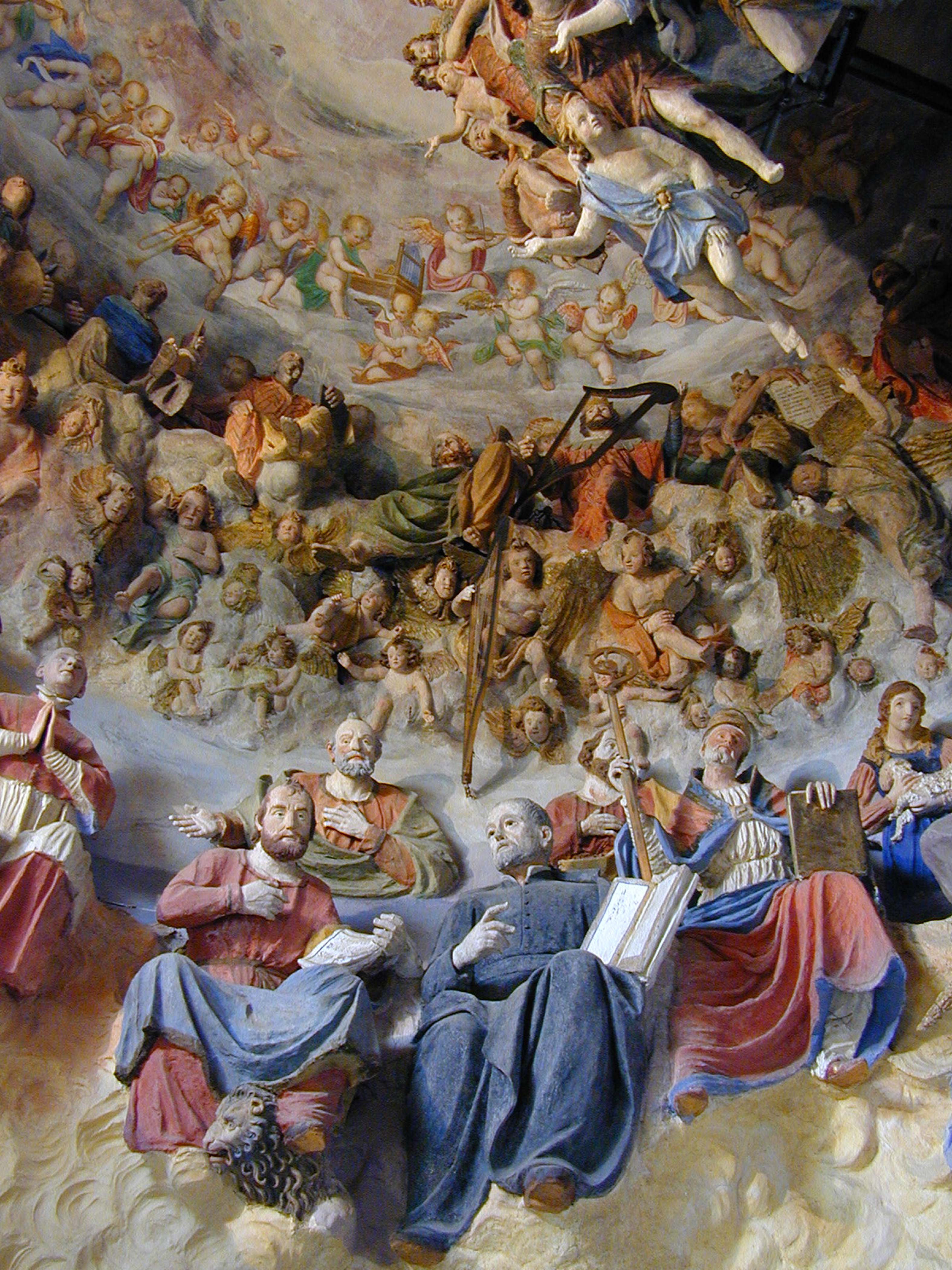
Детали композиции «Коронование Девы»
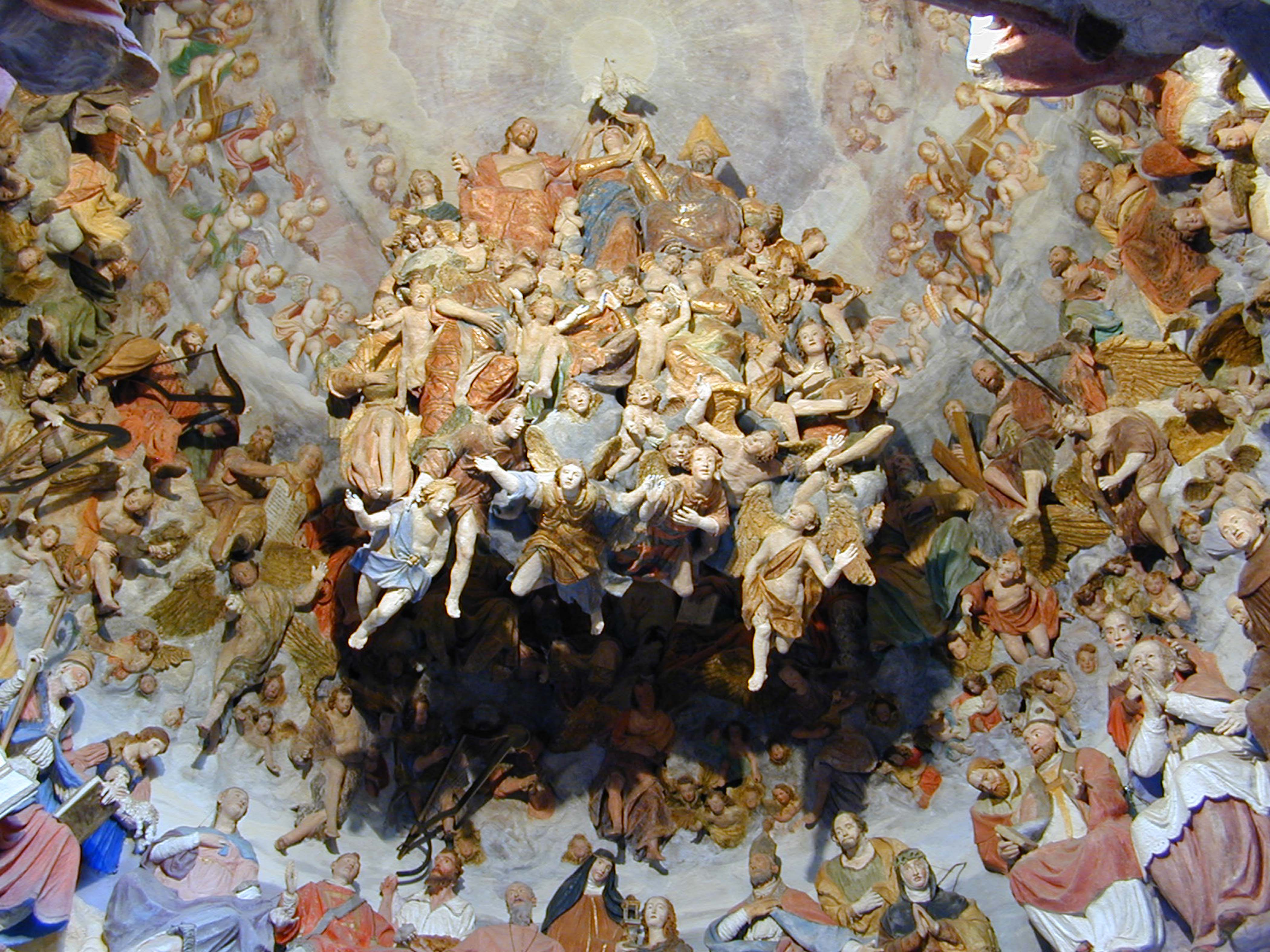
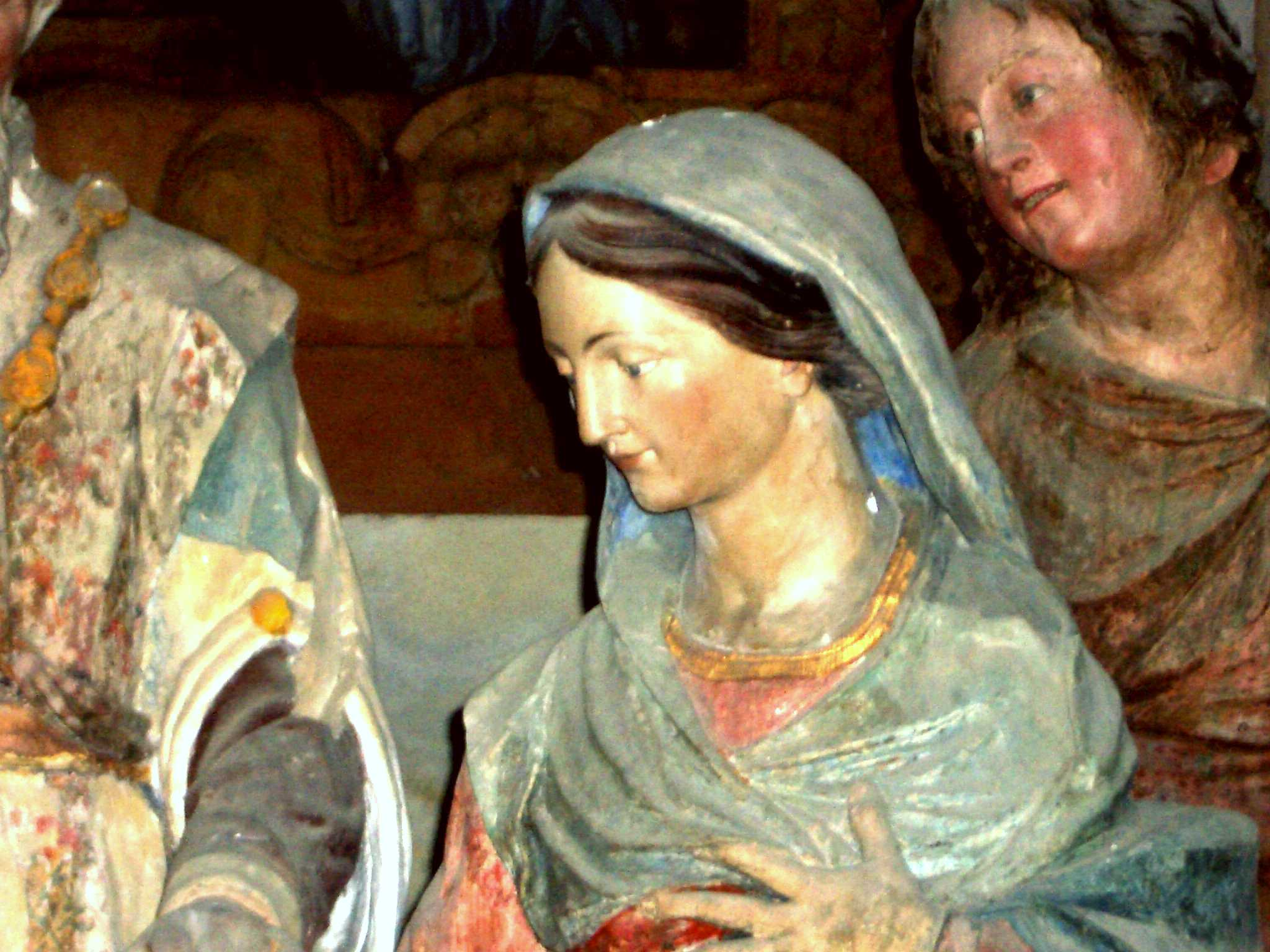
Деталь скульптур Капеллы VII
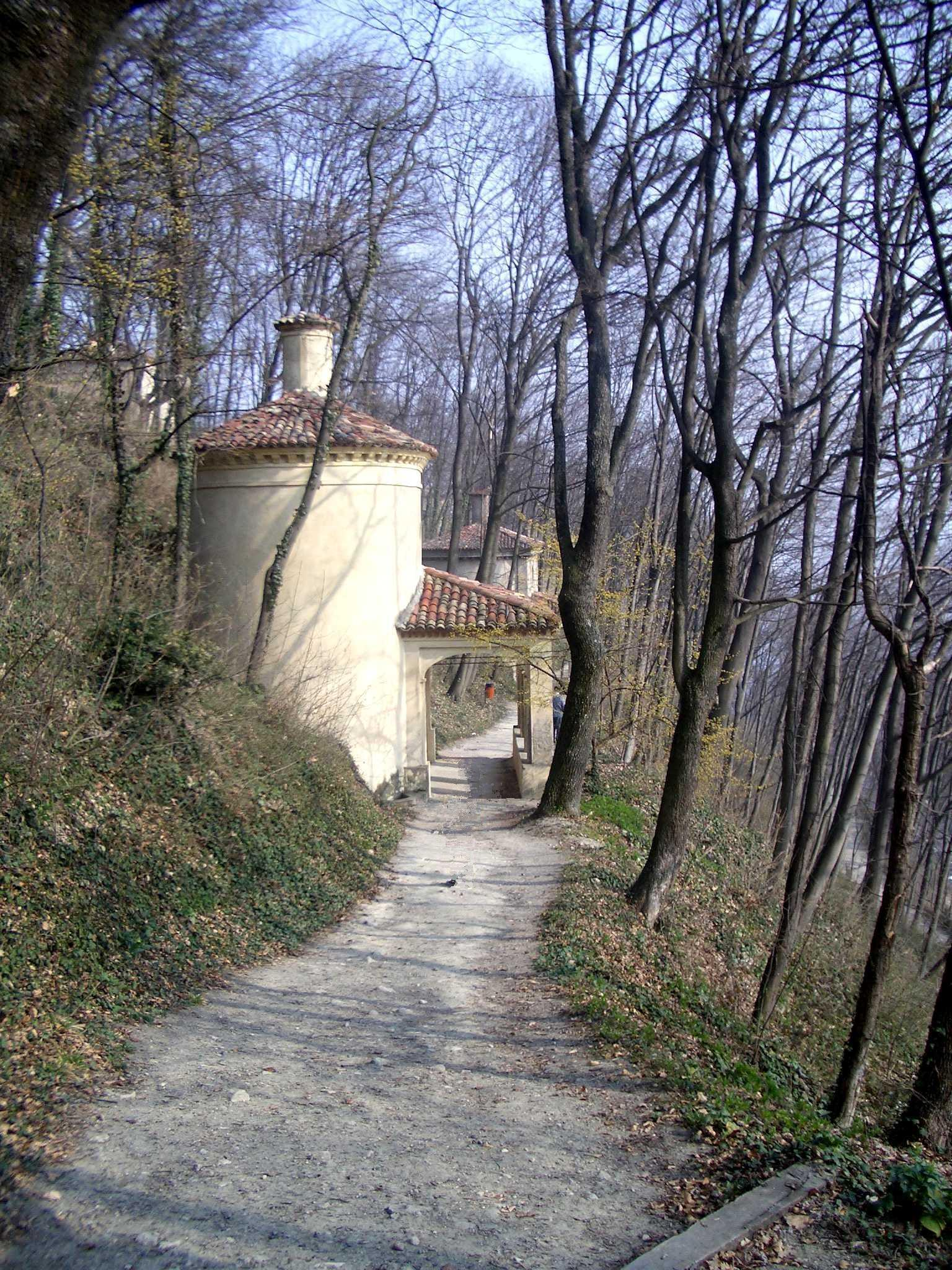
Капелла в парке